# Tungehorn
Le tungehorn (qui signifie en norvégien « cornet à anche » ) est un instrument à vent de la famille des bois utilisé dans la musique traditionnelle norvégienne, dont l'anche unique est fixée à une corne conique de vache ou de chèvre. Il est surnommé « clarinette des bergers ».

## Conception
L'instrument est à anche simple, avec un corps d'anche séparé inséré dans l'instrument (aérophone hétéroglotte). L'anche, ou tunge, est généralement faite de genévrier, mais l'épicéa, l'érable et l'écorce de bouleau ont été utilisés. Le métal et l'étain de fer ont également été utilisés comme matériaux pour les anches. L'instrument dispose souvent de 5 à 7 trous.
L'instrument est très peu documenté et a failli disparaître. Il est donc peu connu dans la musique folklorique norvégienne moderne. L'instrument semble avoir été principalement répandu en Norvège, où au moins 160 instruments ont été attestés, dont 100 photographiés. Les régions principales sont le Hedmark, l'est du Trøndelag et de l'Oppland, et l'Agder. L'instrument n'est pas connu en dehors de la Norvège, de la Suède et de la Finlande, bien que dans cette région, on trouve plusieurs variantes de l'instrument.
Il existe deux théories différentes quant à l'origine du cornet à anche. La première est que l'instrument a été inspiré par la clarinette européenne qui est arrivée dans la région au XVIIIe siècle et qui était largement utilisée dans la musique folklorique au XIXe siècle. Cette théorie est étayée par le fait que les zones où les clarinettes sont les plus répandues coïncident avec celles du cornet à anche, et que presque tous les cornets à anche documentés datent des XIXe et XXe siècles, sans tradition connue avant le début du XIXe siècle. Une deuxième théorie soutient que les instruments à anche folkloriques existaient en Scandinavie avant l'arrivée de la clarinette européenne, notant que quelques instruments connus sont antérieurs à l'arrivée de la clarinette européenne, et que le style de jeu du cornet à anche est plus proche des instruments médiévaux comme la cornemuse que de la clarinette orchestrale.

## Répertoire
À l'échelle nationale, environ 25 mélodies sont connues pour être jouées sur le tungehorn. Quelques-unes d'entre elles sont documentées pour des cornets à anche, les autres sont soit jouées sur d'autres instruments, soit transcriptes sur des partitions. Avec si peu de mélodies, il est difficile de parler d'un répertoire spécifique pour l'instrument.